# Vladimir Yerokhin
Vladimir Nikitović Yerokhin (Moscou, 10 de abril de 1930 - 6 de outubro de 1996) foi um futebolista soviético, que atuava como defensor.

## Carreira
Vladimir Yerokhin fez parte do elenco da Seleção Soviética de Futebol, na Copa do Mundo de 1958. 